# Åke Wilhelmsson
Åke Torsten Wilhelmsson, född 1 februari 1933, är en svensk journalist, TV-producent och konsult. 

## Biografi
Wilhelmsson var programledare för Kvällsöppet i Sveriges Television på 1970-talet. Tillsammans med Henrik S. Järrel och sin hustru Kari Storækre var han också programledare för Sånt är livet och Fantastiskt, som visades i SVT på 1980-talet. Wilhelmsson var också programledare för Mitt i planeten 1983. Han arbetade på Nordic Channel under 1990-talet.
I den engelska kanalen Sky Channel startade paret den första sändningen av TV-morgonprogram på svenska och norska redan år 1985. De var därmed först i Skandinavien med direktsänd morgon-TV. God morgon Scandinavia kallades programmet som i första hand inriktade sig på kabel-TV-tittare i Sverige och Norge. Innehållet var nyheter i Sverige och Norge samt händelser i tiden, aktuella artistpresentationer, inslag för barn (tecknade serier) med mera. Programmet sändes under två år varje vardagsmorgon. Avsikten var att programmet efter tiden på en s.k. kommunikationssatellit skulle fortsätta att sändas på Astra-satelliten. Koncessionen för detta, som tidigare hade godkänts av Sky Channel, stoppades emellertid av TV3 (Jan Stenbeck) som ägde 16 % av Astra-satelliten och därmed skaffat sig nordiskt monopol i sammanhanget. Sky Channel sade sig därmed inte kunna härbärgera Åke Wilhelmssons och Kari Storækres program.
Han driver sedan 1997 TV-skolan med hustrun. Tillsammans driver paret sedan 1990 även produktionsbolaget Curious TV-production. Numera har makarna sin verksamhet delvis förlagd till Oslo, men företaget i Stockholm finns kvar. Paret pendlar mellan Stockholm och Oslo.
Åke Wilhelmsson medverkar sedan 1999 i sällskapet TIQ (Tennstopets Intellegenta Quicklunch) som har sammankomster en gång i månaden och där Åke Wilhelmsson medverkar som "estradintervjuare", vilket innebär att han intervjuar en aktuell person inför publik. Kända politiker och skådespelare är oftast intervjuobjekt i sammanhanget.
Tidigare drev paret bolaget Karivision, som begärdes i konkurs 1994. Han har översatt Spionhustrun skärskådad till svenska. Kari Storækre och Åke Wilhelmsson var verksamma inom det lokala City TV i Stockholm. Dessutom har de gjort reklamfinansierade program för svensk industri och har dessutom arbetat för den ryska TV-marknaden. Wilhelmsson har varit programledare för DIF-TV tillsammans med Lars-Gunnar Björklund i Öppna kanalen. I ungdomen arbetade han på Sporttidningen. Han har också arbetat på Sveriges Radio. Tidigare var han gift med Gun Allroth.
I november 1982 anmälde Åke Wilhelmsson och Inger Säfwenberg Svensk Damtidning till Pressens Opinionsnämnd för att den påstått att de hade en romans. Han har drivit respektive arbetat på Hagaholm AB, Weekend M 3-projektet, Tre Kronor Television och Karissima AB.